# Rekere (rivière)
Pour les articles homonymes, voir Rekere.
La Rekere ou Reker était une rivière néerlandaise de la Hollande-Septentrionale. Elle traverse l'ancienne région ou pagus de Rekere, qui en avait emprunté son nom.
La rivière partait du Schermermeer, passait à Alkmaar, puis se jetait de la Zijpe près de l'actuel barrage Krabbendam. La rivière était déjà dans un état avancé d'enlisement quand le comte Florent V le fit barrer, vers 1270.
Le Rekere, mentionné pour la première fois dans les archives en 1094, partait de la Schermermeer, passait par Alkmaar et se jetait dans le Zijpe près de l'actuel Krabbendam. Le comte Florent V y fit construire un barrage vers 1264. Plus tard, il construisit un château fort, le Nuwendoorn, près du Rekeredam.
Entre Huiswaard (au nord d'Alkmaar) et Krabbendam (Zijpersluis), le Canal de la Hollande-Septentrionale suit l'ancien cours de la Rekere.

## Source
- (nl) Cet article est partiellement ou en totalité issu de l’article de Wikipédia en néerlandais intitulé « Rekere (rivier) » (voir la liste des auteurs).